# Osama Rashid
Osama Jabbar Shafeeq Rashid (arabisch أسامة جبار شفيق رشيد, DMG Usāma Ǧabbār Šafīq Rašīd; * 13. Januar 1992 in Kirkuk) ist ein irakischer Fußballspieler. Der Mittelfeldspieler spielte bis 2011 in der Jugend des niederländischen Vereins Feyenoord Rotterdam, bevor er nach Stationen bei kleineren niederländischen Vereinen zum SC Farense nach Portugal wechselte. Nach einem viermonatigen Intermezzo bei Lokomotive Plowdiw in Bulgarien, stand er vier Jahre beim SC Santa Clara unter Vertrag. Seit Januar 2022 spielt er für den portugiesischen Erstligisten FC Vizela.
Nachdem Rashid für mehrere Junioren-Nationalmannschaften der Niederlande gespielt hatte, debütierte er 2011 für die A-Auswahl seines Heimatlandes Irak.

## Karriere

### Verein
Der in Kirkuk, Irak geborene Rashid kam Ende der 1990er Jahre in die Niederlande. Dort begann er 1998 bei Noord-Hollandse ZOB mit dem Fußballspielen und wechselte ein Jahr darauf in die Jugend von Feyenoord Rotterdam. Er spielte über ein Jahrzehnt in der Jugendakademie des Traditionsvereins und war Teil eines der vielversprechendsten Jahrgangs der Vereinsgeschichte. Seine Teamkollegen waren unter anderem die gleichaltrigen Stefan de Vrij, Jordy Clasie, Bruno Martins Indi und Luc Castaignos. Nachdem er die Volljährigkeit erreicht hatte, wurde ihm von Feyenoord kein professioneller Vertrag angeboten und er verließ nach zwölf Jahren die Mannschaft.
Nach seiner Entlassung wechselte Rashid zur Saison 2011/12 zum FC Den Bosch in die zweitklassige Eerste Divisie. Nach zwölf Einsätzen, in denen er zwei Tore erzielen konnte, verließ er Den Bosch zum Ende der Saison.
2012 arrangierte der Trainer der irakischen A-Nationalmannschaft Wolfgang Sidka ein Probetraining Rashids bei seinem ehemaligen Verein Werder Bremen. Nach einem Testspiel mit der U-23, in welchem er ein Tor erzielte, trainierte er auch mit der Profimannschaft der Werderaner mit. Nach einer vielversprechenden Einheit bot ihm der Verein einen Vertrag an, welcher jedoch aufgrund von zu hoher Ablöseforderungen von seinem Jugendverein Feyenoord am Ende nicht zustande kam. Feyenoord hätte zu diesem Zeitpunkt jedoch keine Forderungen mehr stellen können, da sie seinen Vertrag nicht verlängert hatten. Nach seinem gescheiterten Wechsel in die deutsche Fußball-Bundesliga gab Rashid bekannt sich nun auf sein Sportwissenschaftsstudium konzentrieren zu können.
Zur Saison 2012/13 wechselte er zum Drittligisten Excelsior Maassluis. Dort erzielte er in 20 Ligaeinsätzen fünf Tore und verließ nach der Saison den Verein. Seine nächste Station war der Amateurverein Alphense Boys, welcher zu dieser Zeit in der fünften Spielklasse spielte. In zwei Jahren kam er in 34 Spielen zum Einsatz und erzielte 15 Tore.
Zur Saison 2015/16 wechselte er in die portugiesische LigaPro zum SC Farense. Für seinen neuen Verein bestritt er sein erstes Spiel am 8. August 2015 bei der 0:1-Auswärtsniederlage gegen den Académico de Viseu FC. Sein erstes Tor erzielte er am 12. September gegen Sporting Covilhã. In Einsätzen netzte er sechsmal und bereitete ein weiteres Tor vor.
Nach der Saison erhielt er ein Angebot von Lokomotive Plowdiw aus der höchsten bulgarischen Spielklasse, welches er auch akzeptierte. Sein Debüt absolvierte er am 10. September 2016 bei der 2:5-Auswärtsniederlage gegen Slavia Sofia. Dieses Spiel war Rashids erstes in der höchsten Division eines Landes überhaupt. Er konnte sich jedoch in Bulgarien nicht akklimatisieren und verließ den Verein bereits im Januar 2017 wieder.
Am 24. Januar kehrte er nach Portugal zurück. Der Zweitligist CD Santa Clara sicherte sich die Dienste des Mittelfeldspielers. Für den Verein von den Azoren debütierte er am 12. Februar gegen Gil Vicente FC. Bereits drei Tage später erzielte er sein erstes Tor beim 2:0-Sieg gegen den CD Cova da Piedade. In seiner ersten Saison 2016/17 im Trikot von Santa Clara kam er auf insgesamt 17 Einsätze, in denen er drei Tore erzielte und eines vorbereitete. Die LigaPro 2017/18 begann für Rashid hervorragend. In den ersten vier Saisonspielen, welche allesamt gewonnen wurden, traf er in je einmal. Er stieg zum unumstrittenen Stammspieler im zentralen Mittelfeld auf, jedoch verletzte er sich Ende Januar und fiel drei Monate aus. Zum Saisonende war er wieder gesetzt und bereitete beim 3:3-Unentschieden gegen Nacional Funchal zwei Treffer vor. Im Kampf um den Aufstieg erzielte er zwei wichtige Treffer in den Spielen gegen den FC Famalicão und UD Oliveirense. Auch am letzten Spieltag erzielte er gegen Académico Viseu einen Treffer. Das Spiel ging 1:2 verloren, dennoch erreichte man mit dem 2. Platz den Aufstieg in die Primeira Liga. Die gute Form aus der Vorsaison konnte er auch in die erste Liga mitnehmen. Gegen Sporting Braga und den Portimonense SC bereitete er je einen Treffer vor und beim 4:2-Heimsieg über den Boavista Porto erzielte er zwei Treffer. Sein Freistoßtreffer zur zwischenzeitlichen 3:1-Führung wurde zum Tor des Monats September in der Primeira Liga gewählt. In der Saison 2018/19 erzielte er in 25 Ligaeinsätzen sieben Tore und bereitete sechs weitere vor. Außerdem führte er sein Team in den meisten Spielen als Kapitän auf den Platz. In der nächsten Spielzeit 2019/20 absolvierte er 27 Ligaspiele, in denen ihm vier Scorerpunkte gelangen.
Am 23. Januar 2021 kehrte er Santa Clara nach vier erfolgreichen Jahren den Rücken und wechselte in die Türkei zum Erstligisten Gaziantep FK. Sein Debüt gab er am 29. Januar 2021 (22. Spieltag) bei der 1:2-Heimniederlage gegen Galatasaray Istanbul, als er in der Schlussphase für Jefferson Nogueira eingewechselt wurde. Nach weniger als sechs Monaten verließ er den Verein aus Südostanatolien wieder und wechselte auf die Arabische Halbinsel zu Khor Fakkan Club. Auch hier blieb der Spieler nur wenige Monate, bevor er sich im Januar 2022 dem portugiesischen FC Vizela anschloss.

### Nationalmannschaft
Rashid kam als Kind in die Niederlande und war daher berechtigt für die niederländische U-17-Nationalmannschaft aufzulaufen. Für diese spielte er elfmal, in denen er zwei Tore erzielen konnte. Er nahm außerdem mit der U-17 an der U-17-Europameisterschaft in Deutschland teil, welche bis ins Endspiel gegen den Gastgeber vordrang. Das Finale, in welchem Rashid die volle Spielzeit über auf dem Platz stand, ging mit 1:2 nach der Verlängerung verloren. Auch für die U-19 bestritt er zwei Spiele.
2012 war Osama Rashid, im Rahmen des Qualifikationsspiels zur Weltmeisterschaft 2014 in Brasilien gegen Japan, zum ersten Mal im Kader der irakischen A-Nationalmannschaft. Bei der 0:1-Auswärtsniederlage kam er jedoch nicht zum Einsatz. Bei der 0:6-Niederlage im Freundschaftsspiel gegen Brasilien debütierte er für sein Heimatland, als er in der Schlussphase eingewechselt wurde. Außerdem nahm er mit Irak an der Asienmeisterschaft 2015 in Australien teil. Dort scheiterte man im Halbfinale am späteren Vizemeister Südkorea.

## Erfolge
SC Santa Clara
- Aufstieg in die Primeira Liga: 2017/18

Nationalmannschaft
- Niederlande U-17: Silbermedaille bei der U-17 Europameisterschaft 2009

Irak
- Silbermedaille bei der Westasienmeisterschaft: 2012
- Vierter Platz bei der Asienmeisterschaft: 2015